# Lengua no clasificada
Una lengua no clasificada es una lengua cuya afiliación genética con otras lenguas no se ha establecido, principalmente por la falta de datos suficientes que permitan detectar un parentesco filogenético con otras lenguas. La cuestión de la clasificación filogenética de las lenguas pertenece al dominio de la lingüística histórica y actualmente la mayoría de los lingüistas solo consideran válidos los parentescos deducidos a partir de métodos establecidos en dicha disciplina (en el pasado se usaron rasgos culturales o raciales para la clasificación de las lenguas, pero dichos métodos no son fiables).
Cuando una lengua no clasificada ha sido estudiada extensivamente y existen suficientes datos como para poder comparar y establecer o rechazar su parentesco con otra lengua, y el resultado con todas las lenguas comparadas es negativo dicha lengua se considera como una lengua aislada. Cuando una lengua muestra un parentesco razonablemente claro con solo un puñado de lenguas, pero no existe posibilidad de relacionar dicho pequeño grupo con otros se tiene una familia de lenguas cuasi-aisladas. Así una lengua puede ser considerada no clasificada por varias razones, entre ellas:
- Escasez o ausencia de datos
  - Ausencia de datos
  - Parquedad de datos
- Sin relación con los vecinos y no examinada en detalle
- Sin relación conocida, pero bien estudiada
- Lenguas muertas con evidencia dudosa

En ocasiones una lengua poco documentada se considera clasificada si lo poco existente muestran un fuerte parecido con lenguas vecinas, aunque no se haya usado extensivamente el método comparativo con los datos procedentes de esa lengua.

## Lenguas con escasez de datos
La escasez de datos sobre una lengua tiene varios orígenes: 
1. que se trate de lenguas de pueblos en aislamiento voluntario o no-contactados
2. que se trate de lenguas americanas que se extinguieron durante la colonización europea, antes de que las lenguas pudieran ser adecuadamente documentadas y estudiadas.
3. que se trate de pueblos pequeños en regiones remotas que viven junto a otros pueblos de lengua diferente y su lengua no haya sido específicamente estudiada.

### Total ausencia de datos
Dos ejemplos bien conocidos son:
- Weyto (Etiopía)
- Sentinelés (hablado por los sentineleses de la isla Sentinel una de las Islas Andamán de India, por un pueblo no contactado).

### Datos insuficientes (África)
- Bete (Nigeria; no confundir con bété)
- Bung (Camerún)
- Kujarge (Chad)
- Lufu (Nigeria)
- Luo de Atta (Nigeria; no confunidir con Luo)
- Mawa de Bauchi (Nigeria; no confundir con Mawa de Chad)

### Datos insuficientes (Sudamérica)
Existen un número importante de lenguas muy poco documentadas sobre las que existen grandes dudas sobre su clasificación. Para el área andina de Sudamérica Adelaar (2004) da la siguiente lista de lenguas, la gran mayoría extintas, para las que no existe apenas documentación que permita clasificarlas:
- Aguano (Perú; Loreto)
- Arma-Pozo (Colombia; Caldas, Risaralda)
- Atunceta (Colombia; Cauca, Valle del Cauca)
- Anserma (incl. Caramanta, Cartama), (Colombia; Antioquia, Risaralda)
- Bagua o Patagón (Perú; Amazonas, Cajamarca)
- Bolona (Ecuador; Loja, Zamora-Chinchipe)
- Campaces (Ecuador; Manabí, Los Ríos, Pichincha)
- Canelo (Ecuador; Pastaza)
- Carabayo o yurí (Colombia; Amazonas, no contactados)
- Chacha (Perú; La Libertad, San Martín)
- Chancos (Colombia; Chocó, Valle del Cauca)
- Chango (Chile; Antofagasta, Tarapacá)
- Chitarero (Colombia; Norte de Santander)
- Chono (Ecuador; Guayas, Los Ríos)
- Ciaman (Colombia; Cauca, Valle del Cauca)
- Cofán (Colombia; Nariño, Putumayo) - (Ecuador; Sucumbíos)
- Colima (Ecuador; Guayas?)
- Comechingón (Argentina; Córdoba)
- Copallén (Perú; Amazonas)
- Gorgotoqui (Bolivia; Santa Cruz)
- Guane (Colombia; Santader)
- Guanaca (Colombia; Cauca, Huila)
- Hacaritama (Colombia; Norte de Santander)
- Huancavilca (Ecuador; Guayas)
- Idabaez (Colombia; Chocó)
- Irra (Colombia; Caldas, Risaralda)
- Jamundí (Colombia; Valle del Cauca)
- Jitirijiti (Colombia; Valle del Cauca)
- Lache (Colombia; Boyacá, Santander)
- Lili (Colombia; Valle del Cauca)
- Malaba (Ecuador; Esmeraldas)
- Malibú (Colombia; Atlántico, Bolívar, Magdalena)
- Manta (Ecuador; Manabí)
- Mocaná (Colombia; Altántico, Bolívar)
- Morcote (Colombia; Boyacá)
- Pacabuey (Colombia; Bolívar, Cesar, Magdalena)
- Panatagua (Perú; Huánuco)
- Pantágora (Colombia; Caldas)
- Panzaleo (Ecuador; Cotopaxi, Pichincha, Tungurahua)
- Pehuenche (Argentina; Neuquén)
- Pubenza (Colombia; Valle del Cauca)
- Puná[2] (Ecuador; Golfo de Guayaquil)
- Quijo (Ecuador; Napo)
- Quimbaya (Colombia; Caldas, Quindío, Risaralda)
- Quindío (Colombia; Quindío)
- Sacata (Perú; Cajamarca)
- Sanavirón (Argentina; Córdoba, Santiago del Estero)
- Sinú o Zenú (Colombia; Córdoba, Sucre)
- Sutagao (Colombia; Cundinamarca, Meta)
- Tabancale o Aconipa (Ecuador; Zamora-Chinchipe, Perú; Cajamarca)
- Tegua (Colombia; Boyacá, Casanare)
- Timaná (Colombia; Huila)
- Yalcón (Colombia; Huila)
- Yamesí (Colombia; Antioquia)
- Yarí (Colombia; Caquetá)
- Yarigüí (Colombia; Santander)
- Yumbo (Ecuador, Pichincha)

Para algunas de las lenguas de la lista anterior se han propuesto parentescos posibles sobre la base de la cercanía cultural con pueblos cercanos. Así algunos autores presuponen que los mocaná, los pacabuey o los malibú podrían haber hablado lenguas chibchas relacionadas con el chimila, aunque no existe evidencia documental cierta de eso. Algunas otras lenguas que aparecen mencionadas por otro autores y para las que no existen datos suficientes para su clasificación son:
- Atikum (Brasil; Pernambuco, Bahia)
- Baenã (Brasil; Bahia)
- Ciguayo (Rep. Dominicana; Samaná)
- Guamo o Guamontey (Venezuela; Apure, Barinas

Guárico, Portuguesa)
- Kambiwá (Brasil; Pernambuco)
- Karahawyana (Brasil; E. de Amazonas)
- Natú (Brasil; Pernambuco, Bahia)
- Otomaco (Venezuela; Apure)
- Panche (Colombia; Tolima)
- Pijao (Colombia; Tolima)
- Tarairiú  (Brasil; Pernambuco)
- Tekiraka (Abshira)  (Perú; Loreto)
- Teremembé (Brasil; Pernambuco)

### Datos insuficientes (México y Centroamérica)
La siguiente lista procede de Campbell (1979): y todas ellas son lenguas muertas:
- Aibine (Jova, Eudeve?)
- Aguata
- Apaneco (Jalisco, Michoacán)
- Ayacasteco (Oaxaca)
- Bocalo
- Borrado (Tamaulipas)
- Cacoma (Jalisco)
- Catara
- Chamelteco
- Chichimeca (uno de los muchos así llamados)
- Chontal de Guerrero
- Chumbia (Costa Grande, Guerrero)
- Cinteco
- Coano (Nayarit ?)
- Cocomacague (Guerrero)
- Conguaco (Xinca?)
- Copuce
- Coyumateco (Costa Grande, Guerrero)
- Cuacumane
- Cucharete (Michoacán)
- Guamar, Gumara
- Guaxabane Huaynamota (Jalisco)
- Himeri (Sonora)
- Hio (Nío? (Sinaloa))
- Huehueteco (Costa Chica (Oaxaca))
- Icaura
- Itzuco (Guerrero, Michoacán)
- Izteca
- Janambre (Tamaulipas)
- Jano
- Jocome
- Mancheño
- Matlame (Guerrero)
- Mascorro, Mazcorro
- Mazateco de Guerrero
- Mazateco de Tabasco
- Meco (Chichimeco?)
- Melagués
- Meztitlaneca
- Negrito
- Olive
- Otomí de Jalisco (Jalisco)
- Pampuchín (Jalisco)
- Panteca (Guerrero)
- Pelón
- Pinoles (OM?)
- Pisón, Pisone (Tamaulipas)
- Pocoteco
- Potlapigua
- Quacumeco, Cuauhcomeco
- Quauhteco (Costa Chica (Oaxaca))
- Quata
- Quinigua, Quirigua
- Salinero (Sonora)
- Tacacho (Tecuexe ?)
- Tamaulipeco (Tamaulipas)
- Tamazulteco (Jalisco)
- Texome
- Tezcateco (Costa Grande, Guerrero)
- Tiam (Jalisco)
- Tlaltempaneco (Jalisco, Michoacán)
- Tlatzihuizteco (Costa Grande, Guerrero)
- Toboso
- Tolimeco
- Tomateco
- Tonaz
- Totrame
- Tuzteco, tuxteco (Costa Grande, Guerrero)
- Uchita
- Ure
- Vigitega (Nayarit)
- Xocoteco (Jalisco, Michoacán)
- "Zapoteco" de Jalisco
- "Zapoteco" local
- Zapotlaneco (Jalisco)
- Zayahueco (Jalisco ?)
- Zoyateco (Jalisco)

## Lenguas no relacionadas con sus vecinas
Las lenguas no relacionadas con sus vecinas son buenas candidatas a ser lenguas aisladas genuinas una vez se descarte que tampoco existe parentesco con lenguas más distantes. Usualmente las lenguas tienden a tener parentesco con las lenguas más cercanas, y los casos de lenguas emparentadas con lenguas lejanas sin que ellas existan otras lenguas relacionadas con ambas son escasos. Casi todos los casos donde existe parentesco entre lenguas lejanas y entre ellas no existen lenguas emparentadas son dudosos: el hadza y las lenguas khoisan; las lenguas na-dené y las lenguas yeniseianas, etc.

### Poco documentadas
Entre las lenguas poco documentadas:
- Bangi-me (Malí)
- Jalaa (Nigeria)
- Mpre (Ghana)
- Shompen (India)
- Kwazá (Brasil)
- Piceno de Novilara, que no debe confundirse con el idioma piceno de origen indoeuropeo.

### Bien documentadas
Este tipo de lenguas no-clasificadas son usualmente llamadas lenguas aisladas:
- Laal (Chad)
- Ongota (Etiopía) [algunos autores tentativamente la consideran afroasiática pero la evidencia a favor es débil)
- Shabo (Etiopía)
- Euskera (España y Francia)

A veces algunas lenguas aisladas se presentan en variedades lingüísticas emparentadas, aunque claramente diferentes al punto que en ocasiones puede considerarse que forman una pequeña familia que no tiene nada que ver con sus vecinos. En este caso se habla de lenguas cuasi-aisladas por no ser lenguas aisladas en sentido estricto. Ejemplos de lenguas cuasi-aisladas son:
- El burushaski (Pakistán).
- El Huaorani (Ecuador).
- El Harakmbet (Perú).
- El Zamuco (Bolivia-Paraguay).

## Lenguas con evidencia controvertida
Esta categoría comprende lenguas con evidencia controvertida, difícil de interpretar e incluso lenguas del pasado que son difíciles de clasificar en las categorías anteriores.

### Lenguas muertas de Europa
- Picto (Escocia), cuyas inscripciones muestran restos de un sustrato precelta desconocido.
- Pelásgico (Grecia, Creta) conocido solo por los préstamos pre-indoeuropeos presentes en las lenguas griegas.
- Ligur (norte de Italia, Antiguo idioma ligur), no confundir con el actual ligur, Idioma ligur (Wikipedia en idioma ligur (lij:)).
- Elimio (Sicilia) (el cual se discute si era o no indoeuropeo).
- Tartésico (SE de España)

### Lenguas de África
- Imraguen (Mauritania)
- Nemadi (Mauritania)
- Oropom (Uganda)
- Rer Bare Etiopía (extinto, si realmente existió)
- Wutana (Nigeria)

### Lenguas de Asia
- Malakhel (Afganistán)
- Aariya (India)